# Échange, compensation et règlement
Pour les articles homonymes, voir règlement.
Les échanges interbancaires s'organisent en trois phases : l'échange (clearing en anglais), la compensation (netting en anglais) et le règlement (settlement en anglais). Ils permettent aux acteurs financiers de rendre des services à leurs clients, acteurs financiers ou non-financiers, en limitant leurs coûts.
Il faut souligner qu'il s'agit ici de l'application au monde bancaire de mécanismes beaucoup plus généraux.

## Enjeux des échanges

### Échange
« Processus de transmission, vérification et, dans certains cas, confirmation des ordres de paiement ou des transferts de valeurs mobilières préalable au règlement, pouvant comporter la compensation des ordres (netting) et la détermination des positions définitives en vue du règlement. Parfois, le terme est utilisé de manière plus large en incluant la notion de règlement. »
Glossaire des termes utilisés pour les systèmes de paiement et de règlement - Comité sur les systèmes de paiement et de règlement BRI.

### Compensation
« Méthode permettant d’annuler ou de neutraliser des engagements ou des créances réciproques (ou de s’acquitter d’engagements réciproques à concurrence du montant le plus faible). La compensation s’exerce dans le cadre de dispositions légales ou contractuelles. »
Glossaire des termes utilisés pour les systèmes de paiement et de règlement, Comité sur les systèmes de paiement et de règlement BRI.
La compensation (netting) est une étape qui n'est pas obligatoire. Il existe de multiples formes de compensation, en particulier selon le niveau, bilatéral ou multilatéral. Les procédures de règlement des soldes correspondants varient en fonction du mécanisme de compensation (nombre de soldes...) et l'organisation du système (contrepartie centrale, règlements à soldes liés ou indépendants).

### Règlement
« Acte par lequel s’éteint une obligation liée à un transfert de fonds ou de titres entre deux ou plusieurs parties. » 
Glossaire des termes utilisés pour les systèmes de paiement et de règlement,- Comité sur les systèmes de paiement et de règlement BRI.
Le règlement (settlement) issu d'un mécanisme de compensation dans les systèmes interbancaires se fait le plus souvent dans les comptes de la banque centrale de la monnaie considérée, en particulier pour obtenir rapidement l'irrévocabilité des transactions échangées et compensées dans le système. Une fois que les règlements issus de la compensation ont été irrévocablement imputés sur les comptes à la banque centrale, les opérations ayant fait l'objet de cette compensation peuvent elles-mêmes devenir irrévocables.

## Exemple
L'exemple repose sur un système interbancaire d'échange de chèques entre trois banques : Azur, Blanc et Cinabre. Ce système, après compensation multilatérale, se règle dans les livres d'un tiers, agent de règlement pour ce système.
La 1re ligne décrit les chèques remis au recouvrement par chaque banque. Par exemple, Azur présente deux chèques à Blanc (150 € et 300 €) et un chèque à Cinabre (500 €).
La 2e ligne reprend la feuille de compensation de chaque banque avec ses crédits (chèques remis aux autres banques dont le montant doit lui être remis) et ses débits (chèques tirés dont elle est tirée, que lui remettent les autres banques). Par exemple, Azur enregistre un crédit de 450 € sur Blanc, en contrepartie des deux chèques de 150 € et 300 € qu'elle lui a présenté, mais aussi un débit de 300 €, toujours vis-à-vis de Blanc, en contrepartie des deux chèques de 150 € que cette dernière lui a présenté. Chaque établissement dispose sur sa feuille de compensation de son solde, qui prend en compte l'ensemble de ses échanges lors de cette séance de compensation. Azur est créditeur de 400 €, ayant présenté pour 950 € de chéques à Blanc et Cinabre, alors qu'il ne lui a été présenté que pour 550 € de chèques.
La 3e ligne correspond aux écritures dans les livres de l'agent de règlement (une autre banque ou, plus souvent, la banque centrale). Le solde, créditeur ou débiteur, de chaque acteur, est imputé sur son compte auprès de l'agent de règlement. La somme des débits et des crédits est nécessairement nulle.